# Eois silla
Eois silla är en fjärilsart som beskrevs av Paul Dognin 1899. Eois silla ingår i släktet Eois och familjen mätare. Inga underarter finns listade i Catalogue of Life.